# Ferònia
Ferònia (llatí Feronia) (grec Φερωνία, Estrabó; Λοῦκος Φηρωνίας, Ptolemeu) fou una ciutat del sud d'Etrúria al peu del mont Soracte, al territori de Capena, amb un cèlebre temple o santuari de la deessa de Ferònia, i una cova sagrada annexa. Estrabó és l'únic que esmenta la ciutat del mateix nom, però altres autors només esmenten la Lucus Feroniae o la Feroniae fanum, però probablement la ciutat va sorgir al llarg dels anys entorn de la fira que es feia a les reunions anyals. Ferònia fou una deessa dels sabins i foren aquest poble els que assitien a les reunions del santuari, tot i que el santuari era a Etrúria i dependent de la ciutat de Capena. La primera menció dels festivals anyals és del temps del rei Tul·li Hostili. El temple va acumular riqueses en el curs dels anys i Hanníbal fou temptat d'acostar-se al santuari durant la seva retirada de Roma el 211 aC amb el propòsit de saquejar-lo, cosa que va fer i es va emportar tot l'or i plata. La història esmenta alguns prodigis que van passar alí i molta gent acudien pels miracles; alguns devots creuaven descalços per les brases roents (algunes fonts diuen que això correspon a un temple d'Apol·lo al cim del Soracte, però probablement es va traslladar des allí al més cèlebre santuari al seu peu).
El santuari sempre és fixat al Ager Capenate. Avui hi ha una font a San Oreste, al sud-est de la muntanya que es diu Felonica, i se suposa que fou el lloc on era antigament. San Oreste ocuparia el lloc de l'antiga ciutat.
Plini el Vell esmenta Lucus Feroniae entre les colònies d'Etrúria; Ptolemeu, que també l'esmenta com a colònia, la situa al nord-oest d'Etrúria entre l'Arnus i el Macra,que pot ser un error o estar parlant d'una colònia que va portar aquest nom però no era a la rodalia del santuari. El Liber Coloniarum no l'esmenta pas. Hi ha una inscripció que esmenta la Colonia Julia Felix Lucoferonensis però estaria referida a la colònia a la rodalia del santuari, per la qual cosa Ptolemeu estaria en un error.